# CREATE JAPAN AGENCY
CREATE JAPAN AGENCY（クリエートジャパンエージェンシー）は、東京都渋谷区神宮前に本拠を構えるモデル事務所及び芸能事務所である。浅井亜輝郎（代表取締役社長）は、一般社団法人日本モデルエージェンシー協会の理事。CM・雑誌・ファッションモデル、テレビタレント、俳優・女優、子役、アーティストなどの育成も行っている。

## 主な事業
- 有料職業紹介事業（モデル事業部・芸能事業部・音楽事業部）
厚生労働大臣許可・事業所番号13-ユ-305234
- モデル・タレント・アーティストのマネジメント及び管理業務
- イベント及びWEBサイトの企画・制作の運営業務
- 上記に付帯関連する一切の事業

## 主な所属モデル【200名在籍】

### MEN
- 鈴木健太郎
- 間彦初士
- 坂部剛
- 堀部慶雅
- 鍵谷芳勝
- 榮竜盛

### WOMEN
- 米山真央[1]
- 帖佐瑞希[2]
- 大島麻未（業務提携）[3]

## 過去の主な所属者
- 市川紗椰 - スーパーコンチネンタルに移籍
- 佐藤遥 - MILLENNIUM PROに移籍（Notallメンバー）
- 田中凛 - 浅井企画に移籍
- 谷原章介 - ジャパン・ミュージックエンターテインメントに移籍
- 中谷美紀 - スターダストプロモーションに移籍
- 濱松恵 - アルファワン・プランテーションに移籍
- 日向滉一 - 放映新社に移籍
- 布施紀行 - スターダストプロモーションに移籍
- 泉政行